# Onthophagus duboulayi
Onthophagus duboulayi là một loài bọ cánh cứng trong họ Bọ hung (Scarabaeidae).